# Gerhard Wisnewski
Gerhard Wisnewski (* 30. November 1959 in Krumbach (Schwaben)) ist ein deutscher Buch- und Filmautor, der in seinen Publikationen Verschwörungstheorien verbreitet.
Wisnewski wurde Anfang der 1990er Jahre als freier WDR-Mitarbeiter mit seinen Thesen, hinter dem RAF-Phantom stehe eine Verschwörung der Geheimdienste, bekannt.
Anlässlich der Terroranschläge am 11. September 2001 verbreitete er weitreichende Spekulationen. Heute erklärt er in seinen Veröffentlichungen als freier Autor verschiedenste Ereignisse mit umfassenden Verschwörungen von Regierungen, Geheimdiensten und Medien weltweit und tritt zunehmend in rechtspopulistischen Medien in Erscheinung.

## Leben
Schon während seiner Schulzeit in Frankfurt am Main war Wisnewski journalistisch tätig. Nach seinem Abitur 1979 arbeitete er für die Frankfurter Neue Presse und Bild Frankfurt. 1981 bis 1990 studierte er Politikwissenschaft in München. Er arbeitete gleichzeitig für verschiedene Münchener Zeitungen (AZ, tz, Münchner Stadtzeitung) und Zeitschriften (Stern München, P.M. Magazin).
Seit 1986 ist Wisnewski als Buch- und Filmautor tätig. Er war Autor des Films Aktenzeichen 11. 9. ungelöst, der am 20. Juni 2003 im WDR ausgestrahlt wurde. Den Film, der eine „alternative Deutungsmöglichkeit“ zu den dort präsentierten „populärsten verschwörungstheoretischen Behauptungen“ zum 11. September 2001 „nicht einmal ansatzweise“ zulasse, hat Tobias Jaecker dem antiamerikanischen Diskurs zugeordnet. Der Spiegel wies Wisnewski im September 2003 nach, dass er in diesem Film und dem zugrundeliegenden Buch eine Aussage des Interviewpartners Ernie Stull manipuliert hatte. Der WDR kündigte Wisnewski und seinem Koautor Willy Brunner daraufhin die Zusammenarbeit auf. Seit 2008 publiziert Wisnewski nur noch abseits der etablierten Medien. Laut dem Amerikanisten Michael Butter nutzt Wisnewski sein kulturelles Kapital als „Überläufer“ von den „Mainstreammedien“ aus, um diesen besonders wirkungsvoll Zensur und Manipulation vorwerfen zu können.
Wisnewski, der im Klappentext seines Buches Verheimlicht, vertuscht, vergessen – 2021. Das andere Jahrbuch als „zu den Pionieren des aktuellen Gegenzeitgeistes“ zählend bezeichnet wird, veröffentlicht häufig im Kopp Verlag und wirkt an der Zeitschrift Kopp exklusiv mit; Spiegel Online schreibt dazu, Wisnewski habe mit seinen Verschwörungstheorien auf der Webpräsenz des Verlags „für so ziemlich jedes Ereignis der Zeitgeschichte eine ganz besondere Erklärung“ – und trage damit zur verlagseigenen „Mischung aus Rechtspopulismus, Kapitalismuskritik und Tabubrecher-Attitüde“ bei. Er schreibt auch für Jürgen Elsässers rechtspopulistische Zeitschrift Compact. Der Journalist Hans Rauscher nennt Wisnewski im Standard einen „Hochleistungs-Verschwörungstheoretiker“, der die Kommunikation übers Internet auch mittels YouTube-Videos als einem „beliebten Vehikel“ für diesen Zweck nutze. Auf Veranstaltungen der Zeitschrift Compact tritt Wisnewski laut Jürgen P. Lang als „Star“ auf und inszeniert dort sich und seine Zuhörer als Opfer einer übermächtigen, die Öffentlichkeit beherrschenden Allianz aus Politik und Medien, die – gesteuert von westlichen Regierungen – eine „Versklavung des Restes der Menschheit“ anstrebten. Er spricht regelmäßig beim „Alternativen Wissenskongress“, der von Politikern der rechtspopulistischen Partei Alternative für Deutschland (AfD) ausgerichtet wird und auf dem weitere Personen wie Eva Herman oder Michael Friedrich Vogt mit verschwörungstheoretischen Thesen auftreten.
Als 2012 der Betreiber der islamistischen Website Muslim-Markt, Yavuz Özoğuz, eine Reise zum iranischen Präsidenten Mahmud Ahmadinedschad organisierte, an der neben Özoğuz unter anderem auch Jürgen Elsässer und Wisnewski teilnahmen, wurde der Besuch im Hinblick auf Ahmadinedschads Leugnung des Holocausts und des Existenzrechts Israels als Legitimierung des iranischen Regimes scharf kritisiert. Im Juni 2018 gewann Wisnewski einen Prozess vor dem Oberlandesgericht Köln, den Richard Gutjahr wegen einer Passage im Buch verheimlicht – vertuscht – vergessen gegen ihn angestrengt hatte, weil „die Darstellung Wisnewskis viel zu vage“ sei, „um sich überhaupt als Verdachtsberichterstattung zu qualifizieren“.

## Werk
Wisnewski wurde bekannt mit verschwörungstheoretischen Büchern über die Rote Armee Fraktion, die Terroranschläge am 11. September 2001 und zur Mondlandung. Er legt in diesen Büchern die Deutung nahe, die RAF-Anschläge von 1985 bis 1991 seien nicht von der RAF verübt worden, die Anschläge vom 11. September 2001 seien nicht von al-Qaida geplant worden und es habe 1969 keine bemannte Mondlandung gegeben. Der Medienwissenschaftler Christian de Simoni spricht in diesem Zusammenhang von „Deutungsangeboten esoterischer Paranoiker“, zu denen Wisnewski gehöre. Jörg Lau schrieb 2003, Wisnewski sei exemplarisch für die inzwischen erfolgreichsten Verschwörungstheoretiker; er verortete ihn unter den „gewesene[n] Spontis und Anarchos und Randfiguren des rot-grünen Milieus, die die Szene beherrschen“ statt des bisher dominanten „Typus des verklemmten, autoritätsfixierten Spinners“.
In seinem Buch Verschlußsache Terror. Wer die Welt mit Angst regiert von 2007 spekuliert Wisnewski, alle großen Terroranschläge der jüngsten Zeit, einschließlich der Attentate unter den religiösen Gruppierungen im Irak, ließen sich jenseits offizieller Erklärungen jeweils auf Verschwörungen von Regierungen und Geheimdiensten zurückführen (siehe Falsche Flagge), insbesondere einen geheimen Plan der US-Regierung zur Weltbeherrschung. Diese Hypothese hat Wisnewski immer wieder auf aktuelle Ereignisse angewendet, so 2015 nach dem Anschlag auf Charlie Hebdo mit einem Kommentar bei Kopp Online und dem Buch Die Wahrheit über das Attentat auf Charlie Hebdo – Gründungsakt eines totalitären Europa. Auch die Taten bzw. die Existenz der rechtsextremen Terrorzelle Nationalsozialistischer Untergrund zweifelt Wisnewski an, was Der Freitag als These eines „NSU-Phantoms“ bezeichnet und in den Kontext ähnlicher Äußerungen aus dem rechtspopulistischen bis rechtsextremen Medienspektrum stellt.
Im Fall des im Oktober 2008 bei einem Autounfall gestorbenen österreichischen Politikers Jörg Haider spekuliert Wisnewski über die Möglichkeiten eines geplanten Anschlags, geht dabei laut dem Historiker Claus Oberhauser „verschwörungstheoretisch vor“ und „versteigt sich in aberwitzigen Gedanken“, die Hellwig Valentin „bizarre Mutmaßungen“ nennt. Zum Brand von Notre-Dame in Paris 2019 schrieb Wisnewski, es könnten Islamisten oder Satanisten dahinter stecken oder auch der französische Staat, der „heiß abgerissen“ habe, um sich die Sanierung eines maroden Weltkulturerbes von Spendern finanzieren zu lassen. Bezüglich der Waldbrände im Amazonas-Regenwald 2019 vertrat er die Thesen, die Satellitenbilder zeigten lediglich die Feuer der alljährlichen Zuckerrohrernte oder Nichtregierungsorganisationen hätten die Brände gelegt, um Brasiliens Präsident Jair Bolsonaro in Verruf zu bringen. Zum Mordfall Walter Lübcke deutete er an, dass die Tat aus Gründen erfolgt sein könnte, die mit Lübckes privatem und geschäftlichem Umfeld zu tun gehabt hätten, und das Attentat auf eine Synagoge in Halle 2019 bezeichnete Wisnewski als eine „Framing-Orgie an Yom-Kippur“ und als Inszenierung gegen deutsch-nationales Gedankengut und gegen Zweifel am Holocaust. Außerdem vertritt er die Ansicht, dass sich das Welthungerproblem von selbst lösen würde, wenn man mehr CO2 in die Atmosphäre entließe.
Seit 2008 veröffentlicht Wisnewski unter dem Titel Verheimlicht – vertuscht – vergessen jährliche Rückblicke, in denen er die Ereignisse des vergangenen Jahres mit „unhaltbaren“ Verschwörungstheorien zu erklären versucht. So führte er das Erdbeben von L’Aquila 2009 darauf zurück, dass das Teilchenforschungszentrum CERN „wahrscheinlich Neutrinostrahlen“ gen L’Aquila geschossen habe. Im Jahrbuch 2020 schrieb Wisniewski, beim Anschlag von Hanau habe es sich nicht um einen Amoklauf, sondern einen „Bandenkrieg“ gehandelt, und 2021 behauptete er, der Sturm auf den Reichstag im August 2020 sei von der Polizei inszeniert und die Frau, die dazu aufgerufen hatte, sei V-Frau der Polizei gewesen. Spiegel Online nennt die Buchreihe wegen ihrer großen Verbreitung ein „Vademecum für Verschwörungstheoretiker“. Die Rückblicke erschienen bis 2015 im Knaur-Verlag und erreichten 2013 bis 2015 Rang eins der Sachbuch-Bestsellerliste in Deutschland. Vor Erscheinen des Jahrbuchs 2016 trennte sich Knaur von Wisnewski, nach seiner Darstellung wegen Äußerungen zur Flüchtlingskrise; seitdem erscheint die Reihe beim Kopp-Verlag. Denis Scheck bezeichnete das Jahrbuch 2017 als „Hausbuch der Verschwörungstheoretiker“ und kommentierte, es handle sich um eine „hirnrissige Ansammlung von ’alternativen Fakten‘“ gegen „ein letztes Fitzelchen Vernunft im öffentlichen Diskurs“. Alex Rühle schrieb über das Jahrbuch 2018, das „Schlimme“ daran sei „weder die Plumpheit seiner Argumentation noch der handwerkliche Dilettantismus; weder die hilflose Sprache, in der all das zusammengepanscht wird, noch die scheinlogischen Argumente, durch die Seriosität und Kausalität vorgegaukelt werden sollen. Das Schlimme ist, dass dieses Buch tausendfach verkauft wird.“ Das alles weise auf die „epistemische Krise in der westlichen Welt“, dass das gemeinsame Fundament an faktischem Wissen zunehmend ausgehöhlt werde.
Wisnewski hält den „Vorwurf Verschwörungstheorie“ für den „tollste[n] Echtheitsstempel“. Er sei „immer der Beweis für die Verschwörung selbst“.
Wegen Wisnewskis Äußerungen in der Flüchtlingskrise hatte der Rottenburger SPD-Stadtverband – unterstützt von Politikern weiterer Parteien – im September 2015 vergeblich eine Distanzierung des Kopp-Verlags gefordert. Wisnewski hatte bei Kopp Online die „Flüchtlingswelle“ zum „Verteidigungsfall“ ausgerufen und Flüchtlinge als „Waffe“ sowie deutsche Politiker als „ferngelenkte Zombies“ und zugleich als „Drahtzieher“ der Krise bezeichnet, die „künstlich erzeugt“ sei. Der Rottenburger Oberbürgermeister Stephan Neher nannte Wisnewskis Äußerungen „haarsträubend“, „erschreckend“ und schlecht recherchiert, während der Journalist Peter Nowak schrieb, mit derartigen Äußerungen gehöre Wisnewski wie Udo Ulfkotte oder Jürgen Elsässer zu solchen Autoren, die „im rechten, menschen- und ausländerfeindlichen Spektrum punkten“.

## Bücher (Auswahl)
- mit Wolfgang Landgraeber, Ekkehard Sieker: Das RAF-Phantom. Wozu Politik und Wirtschaft Terroristen brauchen (= Knaur. 80010). Droemer Knaur, München 1992, ISBN 3-426-80010-1 (Orig.-Ausgabe, überarb. Neuauflage, [9. Auflage], [1995], ISBN 3-426-80010-1).
- Mythos 9/11. Der Wahrheit auf der Spur. Neue Enthüllungen (= Knaur. 77783). Droemer Knaur, München 2004, ISBN 3-426-77783-5.
- Lügen im Weltraum. Von der Mondlandung zur Weltherrschaft (= Knaur. 77755). Droemer Knaur, München 2005, ISBN 3-426-77755-X.
- Verschlußsache Terror. Wer die Welt mit Angst regiert. Droemer Knaur, München 2007, ISBN 978-3-426-77932-3.
- Verheimlicht – vertuscht – vergessen. Was 2007 nicht in der Zeitung stand. Droemer Knaur, München 2008, ISBN 978-3-426-78048-0 (seitdem jährlich, seit 2016 im Kopp Verlag).
- Jörg Haider. Unfall, Mord oder Attentat? Kopp, Rottenburg 2009, ISBN 978-3-938516-90-4.
- Drahtzieher der Macht. Die Bilderberger – Verschwörung der Spitzen von Wirtschaft, Politik und Medien. Droemer Knaur, München 2010, ISBN 978-3-426-78206-4.

## Filme (Auswahl)
- 1992: Die Zerstörung der RAF-Legende. ARD-Brennpunkt
- 1994: Ein Mann zum Beschatten – Privatdetektive in Deutschland. ZDF
- 1999: Am Himmel gibt es keine Bremsspuren – Wie Flugunfälle aufgeklärt werden. WDR
- 2001: Mosaik des Todes – Wie Katastrophenopfer identifiziert werden. ARD
- 2002: Die Akte Apollo – Auf den Spuren der Mondlandung. WDR
- 2003: Aktenzeichen 11.9. ungelöst. WDR